# Renato Camilo
Renato Bezerra Camilo, conhecido como Renato Camilo (Recife, 23 de setembro de 1993), é um futebolista brasileiro que atua na posição de zagueiro. Atualmente, defende o Sergipe.

## Carreira
O jogador começou na base do Santa Cruz e seguiu para a equipe profissional do clube em 2011. Sua estreia foi contra o CSA, em um amistoso de entrega de faixas pelo título pernambucano. O atleta chamou a atenção do Grêmio por sua versatilidade, agilidade e boa marcação e foi contratado por empréstimo para atuar no sub-20 do clube gaúcho, pelo qual fez bons jogos e foi capitão da base. Retornou ao Santa Cruz no segundo semestre de 2013. Estreou em partida oficial contra o Lagarto pela Copa do Brasil, vencida pelo Tricolor (que jogou com o time reserva) por 1–0.
Sem muitas chances no time principal, e ainda muito jovem, Renato Camilo foi emprestado ao Belo Jardim para atuar no Pernambucano Série A2. O Calango do Agreste chegou à semifinal da competição, quando foi eliminado. Renato Camilo foi um dos principais jogadores do Belo Jardim na competição, atuando ao lado de Danilo Cirqueira, também jogador do Santa Cruz emprestado ao Calango.
Em janeiro de 2015, Renato iniciou um processo para rescindir o contrato com o Santa ao alegar o atraso de quatro meses em seus vencimentos. A rescisão com o clube Coral foi publicada na sexta-feira, 6 de fevereiro, no BID. No mesmo ano, o atleta acertou com o Mogi Mirim. Em 2016, por empréstimo, a equipe paulista cedeu o zagueiro ao Inter de Lages para a disputa da Série A do Campeonato Catarinense.

## Títulos
Santa Cruz
- Copa Pernambuco: 2012
- Campeonato Pernambucano: 2011 , 2012
- Série C: 2013